# 阮留園
阮留園（發音：[ŋwiən˦ˀ˥ liw˧˧ viən˧˧]；1919年11月21日—2017年9月18日），也譯爲阮流園，醫學博士，越南共和國醫生、政治人物，曾任越南共和國第一副總理兼教育部長。

## 生平

### 早年經歷
1919年11月21日，阮留園出生於越南南方的茶榮。
第一次印度支那戰爭期間，在河內學醫的阮留園參加了越盟，與法國殖民者作戰，在越盟的軍隊中擔任軍醫。後脫離越盟。
阮留園在河內大學獲得了醫學博士學位。

### 從政
1954年9月阮留園出任處理難民事務的副高級專員，並於同年12月辭職。
1958年至1960年间，阮留園擔任越南共和國紅十字會（Hội Hồng Thập Tự Việt Nam Cộng hòa）主席。
阮留園擔任過阮慶改組內閣的內務部長和1964年陳文香內閣中擔任第一副總理兼內務部長，以及1966年7月阮高祺內閣的副總理兼文化和社會部長。

### 流亡
1975年阮留園乘船逃離越南，先去了關島，然後前往彭德爾頓，在奧克拉荷馬州學習後在田納西州聯合市的浸信會醫院從醫11年。1988年退休後隱居在維吉尼亞州，很少與外界接觸。
2017年9月17日，阮留園在美國維吉尼亞州斯普林菲爾德逝世，享壽99歲。

## 個人生活
阮留園與妻子阮氏貞育有三個兒子：阮成榮、阮留福和阮留寶。他也是阮慶的叔叔。

## 榮譽
- 中華民國大綬景星勳章[10]

## 外部鏈接
- President of SEAMEC 1971 （页面存档备份，存于）
- Diễn văn của BS Nguyễn Lưu Viên về Chính Sách Văn Hóa Giáo Dục (Nội Các Chiến Tranh 27-7-1966)

| 官衔          | 官衔                                         | 官衔          |
| ------------- | -------------------------------------------- | ------------- |
| 前任： 黎明智 | 越南共和國文化、教育及青年部長 1969年—1971年 | 繼任： 吳克靜 |